# Veno Pilon
Veno Pilon, né le 22 septembre 1896 à Ajdovščina (alors partie de l'Empire austro-hongrois) et mort le 23 septembre 1970 dans la même ville (alors en Yougoslavie), est un peintre expressionniste, un artiste designer et un photographe slovène. 

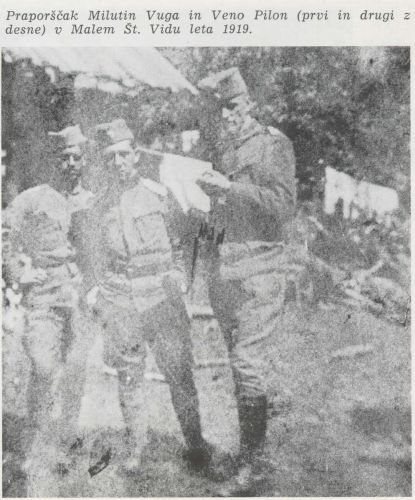
Veno Pilon (au centre).

## Biographie
Veno Pilon naît dans le Comté de Gorizia et Gradisca (actuellement en Slovénie) de l'empire d’Autriche-Hongrie. Après avoir fait ses études à Gorizia, il est enrôlé dans l’armée austro-hongroise lors de la Première Guerre mondiale et envoyé sur le front de l’est où il est capturé par l’armée de l’Empire de russe. Il raconta plus tard dans une biographie sa vie en tant que prisonnier de guerre dans son livre Na robu (« Sur le Tranchant »). Il revient à Ajdovščina en 1919 où il se mit à peindre. À la fin des années 1920, Venon Pilon déménage à Paris en France où il se met à la photographie. L’artiste meurt à Ajdovščina, sa ville natale, en 1970.